# Hong Kong Mercantile Exchange
Die Hong Kong Mercantile Exchange (chinesisch: 香港商品交易所; abgekürzt HKMEx) war eine elektronische Warenbörse in Hongkong für den Handel mit Rohstoff-Futures, Optionen und anderen Finanzderivaten. Die Börse war ursprünglich als Plattform für den Handel mit Öl-Futures konzipiert. Tatsächlich wurden dort ab 2011 jedoch hauptsächlich Silber- und Gold-Futures gehandelt.
Die Börse bot standardisierte, geclearte und börsengehandelte Produkte auf einer transparenten Preisplattform für die Zeitzone Asien-Pazifik an. Sie wurde gegründet, um Marktliquiditätsrisiken zu eliminieren, die mit dem Handel asiatischer Marktteilnehmer an weit entfernten Rohstoffbörsen wie New York und London verbunden sind. Am 18. Mai 2013 stellte die Börse ihren Handel ein, nachdem sie ihre Zulassung zur Bereitstellung automatisierter Handelsdienstleistungen verloren hatte. Die Hongkonger Polizei nahm im Zusammenhang mit der Börse eine Reihe von Festnahmen vor, und ihr Vorsitzender Barry Cheung wurde wegen seiner Rolle an der Börse zu vier Jahren Gefängnisstrafe verurteilt.